# Hélmer Herrera
Francisco Hélmer Herrera Buitrago, zkráceně jen jako Hélmer Herrera, přezdívaný Pacho (24. srpna 1951 Palmira – 6. listopadu 1998 Bogota), byl spoluvládce drogového kartelu v kolumbijském městě Cali. Calijský kartel zvládl mezi roky 1983 až 1995 proprat na 2 miliardy amerických dolarů a dodat 200 000 kilo kokainu, na čemž měl Pacho podíl. Za praní špinavých peněz a prodej drog, konkrétně kokainu, byl odsouzen na šest let do vězení, s následným prodloužením o dalších čtrnáct let. Ve vězení si odseděl pouze dva roky, 4. listopadu 1998 byl při vězeňském fotbalovém zápase sedmkrát střelen do hlavy Rafaelem Ángelem Uribem Sernou, dva dny poté zemřel v nemocnici.

## Zobrazení v populární kultuře
Hélmer Herrera byl několikrát zobrazen v produktech pop kultury, konkrétně v kolumbijských televizních seriálech El cartel, Escobar, el patrón del mal a En la boca del lobo, v kolumbijsko-americkém televizním seriálu Tres Caínes a ve dvou seriálech od Netflixu: Narcos a Narcos: Mexiko.